# Celtic Frost
Celtic Frost est un groupe suisse de metal extrême à tendance avant-garde, originaire de Zurich. Le groupe, formé en 1984 sur les cendres du groupe Hellhammer, est connu pour son influence sur les genres metal extrême. Le groupe est particulièrement actif entre 1984 et 1993, et se reforme en 2001. À la suite du départ de Tom Gabriel Fischer en 2008, Celtic Frost se sépare. Les membres s'inspiraient fortement des groupes de heavy metal comme Black Sabbath, Judas Priest et Venom, mais également de rock gothique comme Bauhaus, Siouxsie and the Banshees et Christian Death, et du groupe de punk hardcore Discharge.

## Biographie

### Débuts (1984–1985)
Le dirigeant du groupe Thomas Gabriel Fischer, d'origine suisse, change son nom pour Tom Warrior vers le début de sa carrière. Avec Bruce Day et Steve Warrior, il forme Hellhammer en 1982. La popularité de Hellhammer grandit auprès d'un auditoire local et le groupe signe avec Noise Records en Allemagne.
En 1984, Hellhammer se métamorphose en un groupe plus gothique et classique, Celtic Frost. Leur premier album, Morbid Tales (1984), obtient du succès sur la scène metal européenne et le groupe fait sa première tournée en Allemagne et en Autriche. Leur second album (en 1985), To Mega Therion, obtient autant de succès que leur premier. L'illustration de la pochette avant de To Mega Therion est une œuvre de H.R. Giger intitulée Satan I et datée de 1977. En 1987, Celtic Frost sort l'un des albums les plus influents au niveau du heavy metal en Europe avec Into the Pandemonium, intégrant un nouveau son, plus classique, au death metal.

### Années 1980 et 1990
Lors d'une tournée américaine, le groupe se dissout à la suite de problèmes financiers et de tension entre les membres du groupe. Six mois plus tard, Tom Warrior décide de recréer le groupe avec Stephen Priestly, Oliver Amberg et Curt Victor Bryant.
Malgré sa volonté, Warrior ne porte pas grand intérêt à l'album et le producteur Tony Platt et Amberg s'occupent de l'enregistrement de Cold Lake. Ils transforment le son death metal en rock thrash/glam et l'album est un échec total. Warrior met Amberg à la porte et il convainc Ron Marks de rejoindre le groupe pour la sortie de Vanity/Nemesis en 1990. L'album est un grand succès mais la réputation du groupe n'est pas restaurée complètement. Beaucoup des textes parlent de la religion d'une manière ambigüe. Amené par Tom Warrior, Marks quitte le groupe de nouveau, mais est bientôt remplacé par Martin Eric Ain. Le dernier album de Celtic Frost est le coffret Parched With Thirst am I and Dying sorti en 1992.

### Retour (2001–2008)
Le groupe se reforme en 2001 avec Tom Gabriel Fischer (chant et guitare rythmique), Martin Ain (basse), Reed St. Mark (batterie) et Erol Unala (guitare solo). En 2003, on apprend que le groupe travaille sur l'enregistrement d'un nouvel opus. Fischer et Unala participent à un titre de l'album de Probot, le projet metal de l'ancien batteur de Nirvana, Dave Grohl. Au printemps 2006, Reed St. Mark quitte une nouvelle fois le groupe, ainsi qu'Erol Unala. Tom Fischer et Martin Aim recrutent alors Franco Sesa à la batterie. Le nouvel album Monotheist (sortie le 29 mai 2006 chez Century Media) présente un Celtic Frost plus sombre avec des chansons très froides et des ambiances macabres ; totalement doom et totalement morbide. Encore une fois, les suisses prouvent qu'ils savent évoluer sans se répéter.

### Séparation définitive (2008)
En 2008, le cofondateur du groupe Tom Gabriel Fischer annonça qu'il ne ferait plus partie du groupe et qu'il continuerait sûrement sa carrière musicale dans d'autres projets. Ce départ de Fischer entraine la séparation effective et probablement définitive de Celtic Frost. En mars 2010 parait Eparistera Daimones, le premier album de Triptykon, le nouveau groupe de Thomas Gabriel Fisher, qui tout comme l'album Monotheist de Celtic Frost, est masterisé par Walter Schmid en Suisse. Eparistera Daimones très proche de Monotheist oscille, entre le gothique, le doom sombre et le thrash. La conception graphique est encore une fois réalisée par H.R. Giger, ainsi que par le new-yorkais surréaliste Vincent Castiglia.

## Membres

### Derniers membres
- Thomas Gabriel Fischer – chant, guitare solo, programmation (1984–1993, 2001–2008)
- Martin Eric Ain † – guitare basse, chant (1984–1985, 1985-1988, 1990–1993, 2001–2008)
- Franco Sesa – batterie, percussions (2002–2008)

### Anciens membres
- Isaac Darso - batterie (1984)
- Reed St. Mark – batterie, percussions (1985–1988, 1992–1993)
- Curt Victor Bryant - guitare basse, chœurs (1988-1990)
- Oliver Amberg – guitare, chœurs (1988–1989)
- Dominic Steiner - basse sur To Mega Therion(1985)
- Ron Marks – guitare (1986-1990)

## Discographie

### Albums studio
- 1984 : Morbid Tales
- 1985 : To Mega Therion
- 1987 : Into the Pandemonium
- 1988 : Cold Lake
- 1990 : Vanity/Nemesis
- 2006 : Monotheist

### EP
- 1985 : Emperor's Return (EP)
  - Visual Aggression (4m11s)
  - Suicidal Winds (4m36s)
  - Circle of the Tyrants (4m28s)
  - Journey into Fear (3m57s)
- 1986 : Tragic Serenades (EP)
- 1987 : I Won't Dance (EP)
- 1988 : Celtic Frost/Tankard (split EP, avec Tankard)
- 1990 : Wine In My Hand (Third From The Sun) (EP)

### Compilations
- 1992 : Parched With Thirst am I and Dying
- 2003 : Are You Morbid ?

### Singles
- 1987 : The Collector's Celtic Frost
- 1987 : I Won't Dance
- 1988 : Cherry Orchards
- 1989 : The Celtic Frost Story
- 2006 : Progeny-Ground

### Vidéo
- 1990 : Live at the Hammersmith